# シャケル・アラドゥール
シャケル・アラドゥール（フランス語: Chaker Alhadhur、1991年12月4日 - ）は、コモロとフランスのサッカー選手。コモロ代表。ポジションはDF。

## クラブ歴
2010-11シーズンにFCナントで選手デビュー。SASエピナルへの期限付き移籍が資金的な事情から無くなった中の2011年12月2日にフランス全国選手権のアヴィロン・バイヨンヌにシーズン末までの期限付き移籍。
2015年夏にSMカーンに完全移籍。2017年にLBシャトールーに期限付き移籍した。
2018年12月、昨シーズンレンタルしたシャトールーへ完全移籍。
2021年10月12日、ACアジャクシオに移籍。

## 代表歴
2015年10月7日の2018 FIFAワールドカップ・アフリカ1次予選のレソト代表戦で代表初出場。2017年3月24日のアフリカネイションズカップ2019予選・予備予選のモーリシャス代表戦で代表初得点。
2022年1月24日、アフリカネイションズカップ2021のカメルーン代表戦で、負傷と新型コロナウイルス感染症により登録されていたゴールキーパーが全員欠場したため、代わりにゴールキーパーとしてスタメンで出場した。